# Kay (ペンスピナー)
Kay（ケイ、1991年9月27日 - ）は、日本のペンスピナー（ペン回し競技者）。

## プロフィール
2006年にペンを指先で華麗に操る技「ペン回し」と出会い、その虜となる。
特に両手や体を使い、ジャグリングの要素などを取り入れた独特なスタイルを得意とする。
2010年・2011年に行われたナランハペン回しフェスティバル・フリースタイルコンテストで2度の準優勝したことをキッカケにペン回しの面白さを広めるためにメディア出演やパフォーマンス活動を行い始め、ペンスピナーでは初となるステージにおけるペン回しパフォーマンスを成し遂げた。

## 受賞歴
- ナランハペン回しフェスティバル2010大阪　準優勝[2]
- ナランハペン回しフェスティバル2011東京　準優勝[3]
- ペン回しワールドトーナメント 2013 ベスト16[4]
- ペン回しワールドカップ 2014 団体戦　優勝[5][1]
- ナランハペン回しフェスティバル2018大阪[6]
  - テクニカル部門　　　　　優勝
  - アーティスティック部門　優勝
- World Pen Spinning Alliance League(WPSAL) 2019　優勝[7][8]

## テレビ
- テレビ東京「おはスタ645」
- 日本テレビ「スッキリ!!」
- 映画「ジャッジ!」 ペン回し監修
- ケラケラ「ひとつだけ」MV出演
- 日本テレビ「ZIP!」動画紹介
- NHK Eテレ「シャキーン!」
- NHK総合「チコちゃんに叱られる!」
- テレビ朝日「初めて○○やってみた」

## 著書
- 『ペン回しのプロKayが教えるHow to Penspinning』（托口出版、2022年）